# San José Tenejapa
San José Tenejapa är en ort i Mexiko.   Den ligger i kommunen Tepatlaxco och delstaten Veracruz, i den sydöstra delen av landet, 240 km öster om huvudstaden Mexico City. San José Tenejapa ligger 1 117 meter över havet och antalet invånare är 1 954.
Terrängen runt San José Tenejapa är huvudsakligen kuperad, men åt nordost är den platt. Terrängen runt San José Tenejapa sluttar österut. Runt San José Tenejapa är det ganska tätbefolkat, med 155 invånare per kvadratkilometer. Närmaste större samhälle är Córdoba, 17,0 km sydväst om San José Tenejapa. Trakten runt San José Tenejapa består till största delen av jordbruksmark.